# انتال سندی
انتال سندی (انگلیسی: Antal Szendey؛ ۷ مارس ۱۹۱۵ – ۶ مهٔ ۱۹۹۴) قایقران روئینگ اهل مجارستان بود.
وی در مسابقات کشوری و بین‌المللی در مجموع برندهٔ ۲ مدال طلا، ۱ مدال نقره، ۲ مدال برنز شده‌است.